# ジャマイカの軍事
ジャマイカの軍事（ジャマイカのぐんじ）。ジャマイカの軍事組織について述べる。

## 概要
ジャマイカには国防組織としてジャマイカ国防軍（JDF）があり、この中には地上軍、沿岸警備隊および航空団が含まれている。治安組織としては約8,000人の警察官を擁するジャマイカ保安隊（JCF）がある。